# Liten mönjeskål
Liten mönjeskål (Melastiza cornubiensis) är en svampart som först beskrevs av Berk. & Broome, och fick sitt nu gällande namn av J. Moravec 1992. Liten mönjeskål ingår i släktet Melastiza och familjen Pyronemataceae. Arten är reproducerande i Sverige. Inga underarter finns listade i Catalogue of Life.